# King Size (album B.B. Kinga)
King Size – dwudziesty czwarty studyjny album wydany przez B.B. Kinga w 1977.

## Lista utworów
Informacje według Discogs:
Strona A
| 1. | "Don't You Lie to Me" (Hudson Whittaker)                                                                  | 6:05  |
|    | |       |
| 2. | "I Wonder Why" (Billy Preston, George Johnson)                                                            | 5:08  |
|    | |       |
| 3. | Medley:                                                                                                   | 4:30  |
|    | - "I Just Wanna Make Love to You" (Willie Dixon) - "Your Lovin' Turns Me On" (Riley King, Esmond Edwards) |       |
| 4. | "Slow and Easy" (Earl Randle)                                                                             | 3:02  |
|    | |       |
|    | | 18:45 |
|    | |       |
Strona B
| 1. | "Got My Mojo Working" (Preston Foster, Muddy Waters)                       | 4:35  |
|    |                                                                            |       |
| 2. | "Walking in the Sun" (Jeff Barry)                                          | 3:50  |
|    |                                                                            |       |
| 3. | "Mother Fuyer" (trad., arr. i adaptacja B.B. King)                         | 3:05  |
|    |                                                                            |       |
| 4. | "The Same Love That Made Me Laugh" (Bill Withers)                          | 3:35  |
|    |                                                                            |       |
| 4. | "It's Just a Matter of Time" (Brook Benton, Clyde Otis, Belford Hendricks) | 5:25  |
|    |                                                                            |       |
|    |                                                                            | 20:30 |
|    |                                                                            |       |

## Muzycy
- B.B. King – śpiew, gitara
- Milton Hopkins – gitara
- Lee Ritenour – gitara
- James Toney – instrumenty klawiszowe
- Ronnie Baron – instrumenty klawiszowe
- Sonny Burke – fortepian, syntetyzer
- Joe Turner – kontrabas
- Scott Edwards Jr. – kontrabas
- John Starks – perkusja
- Ed Green – perkusja
- Earl Nash – kongi, instrumenty perkusyjne
- Eddie „Bongo” Brown – kongi, instrumenty perkusyjne
- Al Aarons – trąbka
- Bobby Bryant – trąbka
- Roy Poper – trąbka
- Garrett Brown – puzon
- Jimmy Forest – saksofon tenorowy
- Fred Jackson Jr. – saksofon tenorowy, flet
- Ernie Watts – saksofon altowy
- Jerome Richardson – saksofon barytonowy
- Charles Veal – skrzypce, koncertmistrz
- Janice Gower – skrzypce
- Kathleen Lenski – skrzypce
- Harris Goldman – skrzypce
- Haim Shtrum – skrzypce
- Bill Henderson – skrzypce
- Rollice Dale – altówka
- Paul Polivnick – altówka
- Ron Cooper – wiolonczela
- Nils Oliver – wiolonczela

## Informacje uzupełniające
- Producent – Esmond Edwards
- Aranżacje instrumentów dętych i smyczkowych – Johnny Pate (oprócz A4)
- Aranżacja instrumentów dętych i smyczkowych „Slow and Easy” – Garrett Brown
- Studia nagrań – Ardent Recording Studios (Memphis), Studio Masters i Wally Heider Studios (Los Angeles), Kendun Recorders (Burbank)
- Inżynierowie dźwięku – Barney Perkins, Ron Capone, Greg Venable